# Karl Gassauer
Karl Gassauer (* 12. August 1931 in Prag) ist ein deutscher Regisseur und Schriftsteller.

## Leben
Gassauer studierte an der Theaterhochschule in Weimar und Leipzig und hatte Engagements in Brandenburg, an der Volksbühne Berlin und am Maxim-Gorki-Theater. Seine 1981 für Wolf Kaiser und Marianne Wünscher geschriebene Komödie Casanova auf Schloss Dux wurde 1981 für das DDR-Fernsehen von Martin Eckermann verfilmt und später auf vielen ost- und westdeutschen Bühnen nachgespielt, unter anderem 1986 mit Johannes Heesters und Louise Martini unter der Regie von Rudolf Steinboeck.

## Werke
- Bearbeitung von Carlo Goldonis „La donna di Garbo“
- Der verspielte Scheidungsgrund
- Casanova auf Schloss Dux
- Fernsehspiel: „Fahren wir eben nach Görlitz“
- Bearbeitung von William Congreves „Liebe für Liebe“
- Bearbeitung von Molières „Die gelehrten Frauen“

## Theater (Regie)
- 1960: Johannes R. Becher/Hanns Eisler: Winterschlacht (Theater der Stadt Brandenburg)
- 1968: Horst Kleinadam: Von Riesen und Menschen (Volksbühne Berlin)
- 1972: William Congreve: Liebe für Liebe (Maxim-Gorki-Theater Berlin)
- 1977: Rudi Strahl: Arno Prinz von Wolkenstein oder Kader entscheiden alles (Maxim-Gorki-Theater Berlin)
- 1979: Ákos Kertész: Witwen (Maxim-Gorki-Theater Berlin – Studiotheater)
- 1983: Molière: Die gelehrten Frauen (Maxim-Gorki-Theater Berlin)
- 1986: Claus Hammel: Die Preußen kommen (Maxim-Gorki-Theater Berlin)
- 1990: Alexander Galin: Retro oder zurück aufs Dach (Maxim-Gorki-Theater Berlin – Studiotheater)